# Jim Moginie
Jim Moginie, né le 18 mai 1956 à Sydney, est un guitariste australien, l'un des fondateurs du groupe Midnight Oil et son compositeur principal avec Rob Hirst.
Musicien multi-instrumentiste, atypique de par son style et sa discrétion, anti guitar hero malgré son indéniable talent, il a collaboré à de nombreux projets d'artistes australiens et néo-zélandais dont Silverchair, Neil Finn et Sarah Blasko. Il est aussi producteur.
En 2006, il a sorti un album solo intitulé Alas Folkloric. Rob Hirst et Martin Rotsey, anciens membres de Midnight Oil, sont venus jouer sur quelques chansons.